# نخل پالمیرای آسیایی
نخل پالمیرای آسیایی (نام علمی: Borassus flabellifer) نام یک گونه از سرده نخل پالمیرا است.